# 아성

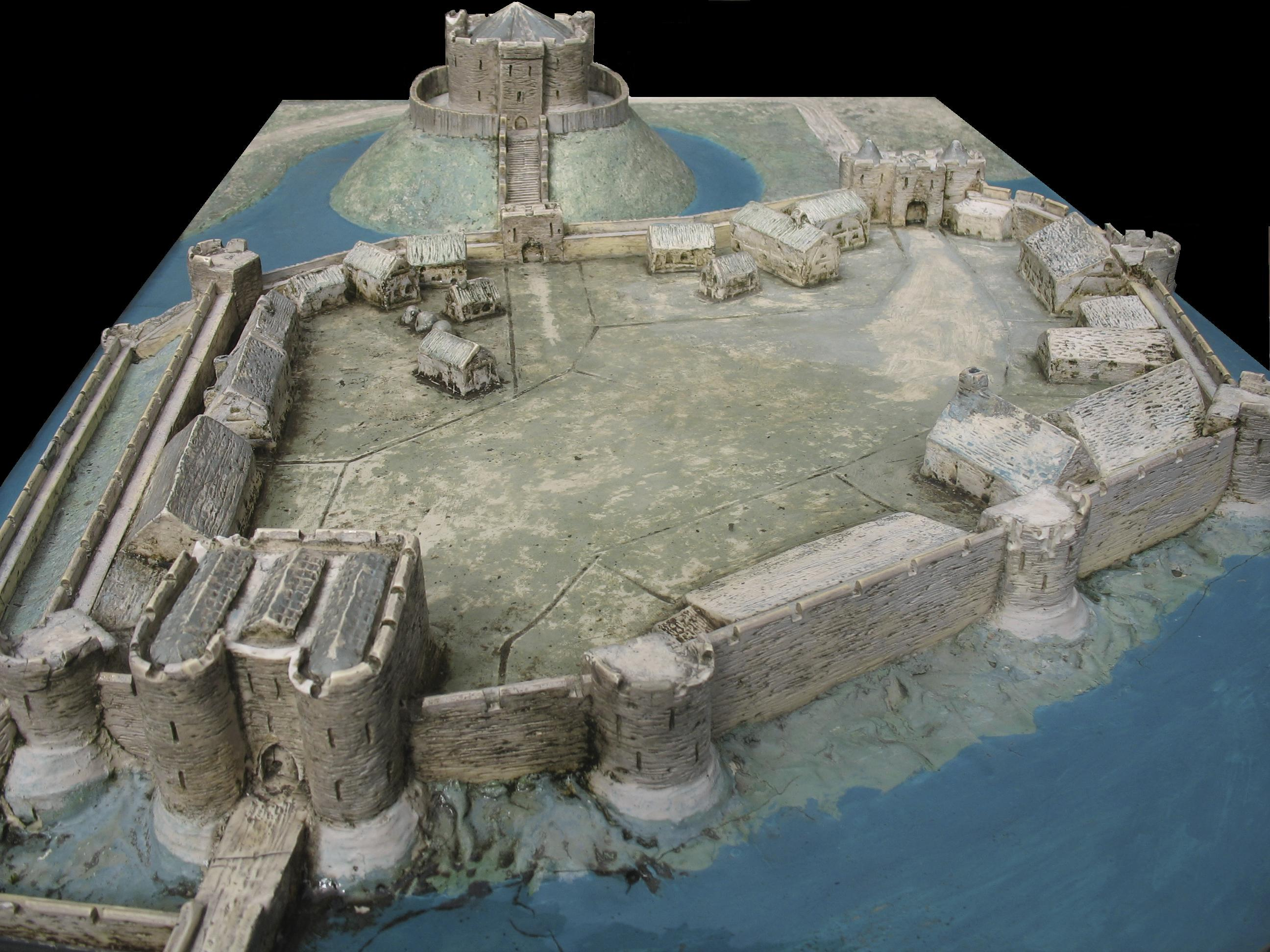
14세기 요크성의 모형. 가장 위쪽에 보이는 건물이 아성이다.

아성(牙城, 영어: keep, 프랑스어: donjon)이란 중세 서유럽의 성 안에 지어진 요새화된 탑이다.
최초의 아성은 10세기 노르망디와 앙주의 모트앤베일리 성의 일부로서 목재를 이용해 만들어졌으며, 1066년에 노르만족이 잉글랜드를 침공함으로써 잉글랜드에 그 건축양식이 유입되었다. 이후 11세기에 웨일스, 1170년대에 아일랜드로 퍼져나갔다. 앵글로-노르만과 프랑스의 지배자들은 10세기와 11세기에 걸쳐 석조 아성을 쌓았으며, 이러한 석조 아성은 정치적 군사적으로 중요한 의미를 지녔고, 건축하는 데 10년 이상이 걸리기도 했다.
서유럽의 아성은 독일의 베르크프리트나 일본의 천수각과 기능상 유사했다. 하지만 16세기쯤이 되자 아성은 점차 요새이자 거주지로서의 가치를 상실했고, 17세기와 18세기 사이에 대부분이 전쟁을 거치며 파괴되었다. 이후 아성은 정원과 함께 장식용 구조물로 전락했다가, 19세기 들어 잉글랜드와 프랑스에서 다시 한번 유행을 맞아 많은 고딕 건축물이 복원되었다. 20세기의 전쟁을 거치면서 프랑스와 스페인의 많은 아성들이 파손당했으나, 이들은 여전히 서유럽의 주요한 관광자원이자 문화유산으로 남아 있다.

## 같이 보기
- 덴슈
- 중세건축